# Кицак, Александр Витальевич
Александр Витальевич Кицак (укр. Кіцак Олександр Віталійович; род. 23 июня 1996, Заводское) — украинский футболист, полузащитник.

## Карьера
Воспитанник украинских клубов «Тернополь» и «Карпаты» (Львов). Начинал взрослую карьеру в любительской команде «Подолье-Агрон» (Великие Гаи) в чемпионате Тернопольской области.
В профессиональном футболе дебютировал в 2015 году в составе клуба «Тернополь». В сезоне 2014—2015 года провел 8 матчей в Первой лиге Украины. Затем играл на любительском уровне за «Ниву» (Тернополь), а в 2017 году ненадолго вернулся в ФК «Тернополь».
В начале 2018 года стал игроком казахстанского клуба «Актобе-Жас», за полтора сезона в Первой лиге Казахстана провел 41 матча в которых отметился 4 забитыми мячами.
Летом 2019 года был заявлен за основной состав клуба «Актобе».

## Личная жизнь
Отец, Виталий Михайлович (род. 1975) — футболист и тренер.